# Svensk-amerikanska handelskammaren
Svensk-amerikanska handelskammaren (engelska: The Swedish-American Chambers of Commerce of the USA, SACC-USA) är en ideell paraplyorganisation som består av 19 regionala handelskammare verksamma i olika delar av USA. Handelskammaren bildades 1988 och har sitt huvudkontor i House of Sweden, Washington, D.C. Sedan 2021 innehar Karin Hammar positionen som Executive Director för SACC-USA.  Syftet med SACC-USA samt de 19 regionala handelskamrarna är att främja handel och investeringar mellan Sverige och USA.

## Verksamhet
SACC arrangerar evenemang runtom i USA, vilka varierar från mindre event med fokus på nätverkande och kunskapsutbyte, till större evenemang där ministrar, kongressmän och företagsledare medverkar. Några av de större årliga event som SACC arrangerar är Executive Forum, SACC Summit och Transatlantic Day. Sedan 2023 delar organisationen även ut priset SACC-USA Business Award. Priset delas ut årligen i samarbete med affärstidningen Dagens Industri och syftar till att uppmärksamma snabbväxande svenska företag i USA.
- Executive Forum hålls årligen i House of Sweden, Washington, D.C, i samarbete med Sveriges ambassad. Under evenemanget samlas företagsledare, kongressledamöter, ambassadörer, välkända experter samt representanter från både den amerikanska och svenska regeringen.[10][11]
- SACC Summit SACC Summit äger rum varje höst och samarrangeras av SACC-USA och en av de regionala handelskammarna, och hålls i den arrangerande kammarens stad. År 2024 hölls evenemanget i Chicago, Illinois, i samarbete med SACC-Chicago. Summit 2023 ägde rum i Fort Lauderdale, Florida, tillsammans med SACC-Florida. År 2025 är evenemanget planerat att hållas i San Diego, Kalifornien, i samarbete med SACC-San Diego.[12]
- Transatlantic Day hålls årligen under det första kvartalet och hölls ursprungligen i Stockholm. År 2025 expanderade evenemanget till att även omfatta Göteborg.[13] Konferensen samordnar flera paneler som belyser aktuella frågor inom svensk handel och svensk-amerikanska relationer.[14]

Utöver dessa evenemang organiserar SACC företagsdelegationer för både svenska företag som är intresserade av den amerikanska marknaden, samt för amerikanska företag som är intresserade av den svenska marknaden. SACC-USA arbetar även med talangutbyte mellan Sverige och USA genom handelskammarens bilaterala traineeprogram,Talent Mobility Program.
SACC-USA samarbetar med Sveriges ambassad i Washington samt med svenska konsulat runtom i USA.

## Historia
Den första svensk-amerikanska handelskammaren, SACC-New York, grundades 1906 och var även Sveriges första internationella handelskammare. Under årens lopp blev allt fler svenska företag intresserade av den amerikanska marknaden och började söka sätt att samarbeta och stötta varandra. I takt med att handelsrelationerna mellan de två länderna utvecklades, etablerade sig fler svenska företag på den amerikanska marknaden, samtidigt som amerikanska bolag började sälja produkter i Sverige eller erbjuda handelstjänster. År 1984 hade tre handelskammare – belägna i New York, Atlanta och San Francisco – etablerats.
Olle Wijkström blev president för SACC-New York 1984. År 1986 valdes Franklin S. Forsberg, tidigare USA-ambassadör i Sverige (1981–1985), till ordförande för SACC-New York. Tillsammans drev de arbetet med att utveckla ett bredare nätverk av kammare och bidrog till att nya regionala handelskammare etablerades. När regionala svensk-amerikanska handelskammare hade bildats i åtta städer år 1988, tog Wijkström och Forsberg initiativ till att skapa en samordnande paraplyorganisation – SACC-USA.

## Regionala handelskammare
De regionala handelskammare som är medlemmar i SACC-USA är:

- SACC Arizona
- SACC Austin
- SACC Carolinas
- SACC Chicago
- SACC Colorado
- SACC Dallas
- SACC Detroit
- SACC Florida
- SACC Georgia
- SACC Houston
- SACC Los Angeles
- SACC Minnesota
- SACC New England
- SACC Ohio
- SACC Philadelphia
- SACC San Diego
- SACC San Francisco/Silicon Valley
- SACC Seattle
- SACC Washington DC